# Farid Madsoh
Farid Madsoh (thailändisch ฟาริด หมัดโสะ, * 6. Mai 1987) ist ein ehemaliger thailändischer Fußballspieler.

## Karriere
Farid Madsoh spielte bis Ende 2013 beim Erstligisten Ratchaburi Mitr Phol. Für den Club aus Ratchaburi absolvierte er elf Spiele in der ersten Liga, der Thai Premier League. 2014 wechselte er zum Ligakonkurrenten Osotspa. Der Zweitligist Thai Honda FC aus Bangkok nahm ihn für die Saison 2018 unter Vertrag. Die Hinserie 2019 spielte er beim Ligakonkurrenten Kasetsart FC, die Rückserie spielte er beim ebenfalls in Bangkok beheimateten Zweitligisten Air Force United. Nachdem die Air Force den Rückzug aus der Liga Ende 2019 bekannt gab, unterschrieb er einen Vertrag beim Uthai Thani FC in Uthai Thani. Für Uthai Thani absolvierte er 2020 vier Spiele in der Thai League 2. Am Ende der Saison musste er mit Uthai Thani in die dritte Liga absteigen. Mit dem Verein trat er zuletzt in der Northern Region der Liga an. Im Januar 2022 wechselte er in die Bangkok Metropolitan Region der Liga, wo er sich dem Kasem Bundit University FC anschloss. Hier stand er  die Hinrunde unter Vertrag und bestritt fünf Ligaspiele. Die Rückrunde 2022/23 spielte er bei Phuket Andaman FC in der Southern Region. Hier kam er zweimal zum Einsatz. Im Sommer 2023 wechselte er in die vierte Liga. Hier schloss er sich in Ban Bueng dem Banbueng City FC an. Mit dem Verein spielte er in der Eastern Region der Liga. Am Ende der Spielzeit 2025 wurde er mit Banbueng Meister der Region und stieg somit in die dritte Liga auf. Nach dem Aufstieg beendete er im Sommer 2025 seine Karriere als Fußballspieler.

## Erfolge
Banbueng City FC
- Thailand Semi-Pro League – East: 2025  ▲